# Lepidobatrachus dibumartinez
Lepidobatrachus dibumartinez — викопний вид жаб сучасної родини рогаткових (Ceratophryidae), який існував в Південній Америці на межі міоцену-пліоцену. Описаний у 2022 році.

## Скам'янілості
Скам'янілі рештки жаби виявлені у 2014 році у відкладеннях формації Тунуян в провінції Мендоса на заході Аргентини. На основі цих решток аргентинськими палеонтологами з Університету Буенос-Айреса Гільєрмо Ф. Турацціні та Раулем О. Гомесом було описано новий вид Lepidobatrachus dibumartinez і опублікований у науковому журналі Journal of Vertebrate Paleontology у травні 2023 року. Голотип цього виду зберігається в Колекції палеонтології хребетних Аргентинського інституту нівології, гляціології та наук про навколишнє середовище під кодом IANIGLA-PV 112.1.

## Назва
Вид названо на честь аргентинського футболіста Еміліано Мартінеса, відомого під прізвиськом «Дібу Мартінес». Він був воротарем Національної збірної Аргентини, коли команда перемогла на Чемпіонаті світу з футболу 2022 року.